# 右翼反对派
右翼反对派（俄语：Правая оппозиция）是1920年代布尔什维克党的一个派系。该派的核心人物为尼古拉·布哈林、阿列克谢·李可夫和米哈伊尔·托姆斯基。“右翼反对派”是政敌对该派的称呼，该派对此名称持拒绝和批判态度。该派及其各国支持者自称国际共产主义反对派。
1924年，右翼反对派与约瑟夫·斯大林及其支持者结为同盟，布哈林详细阐述了斯大林的“一国社会主义”理论。1927年12月，他们联手将以列夫·托洛茨基、格里戈里·季诺维也夫和列夫·加米涅夫为首的联合反对派开除出党。但托洛茨基的左翼反对派势力失势后，斯大林对抬头的右翼反对派势力产生警觉并把他们视为威胁。右翼反对派主张让富农和“耐普曼”致富，遭到斯大林猛烈抨击。此后，在大清洗中遭到斯大林的迫害和清算。